# Premiul Hugo pentru cel mai bun roman (2001-prezent)
←←←(1953-1960) ←←(1961-1980) ←(1981-2000) (2001-prezent)
Aceasta este lista romanelor câștigătoare plus nominalizările la Premiul Hugo pentru cel mai bun roman începând cu anul 2001 până în prezent:
Romanele care au câștigat Premiul Nebula în perioada 2001-2020 sunt:
- 2001: Harry Potter și Pocalul de Foc de J.K. Rowling
- 2002: Zei americani de Neil Gaiman
- 2003: Hominids de Robert J. Sawyer
- 2004: Paladinul sufletelor de Lois McMaster Bujold
- 2005: Jonathan Strange & Mr Norrell de Susanna Clarke
- 2006: Turbion de Robert Charles Wilson
- 2007: Rainbows End de Vernor Vinge
- 2008: The Yiddish Policemen's Union de Michael Chabon
- 2009: Cartea cimitirului de Neil Gaiman
- 2010: The Windup Girl de Paolo Bacigalupi și The City & the City de China Miéville
- 2011: Blackout/All Clear de Connie Willis
- 2012: Among Others de Jo Walton
- 2013: Redshirts de John Scalzi
- 2014: Justiție ancilară de Ann Leckie
- 2015: The Three-Body Problem de Cixin Liu
- 2016: The Fifth Season de N. K. Jemisin
- 2017: The Obelisk Gate de N. K. Jemisin
- 2018: The Stone Sky de N. K. Jemisin

## Câștigători și nominalizări
*   Câștigătorii
| Anul | Autor(i)                | Roman(e)                                              | Editură                              | Ref           |
| ---- | ----------------------- | ----------------------------------------------------- | ------------------------------------ | ------------- |
| 2000 | Vernor Vinge*           | Adâncurile cerului                                    | Tor Books                            | [ 1 ]         |
| 2000 | Lois McMaster Bujold    | A Civil Campaign                                      | Baen Books                           | [ 1 ]         |
| 2000 | Neal Stephenson         | Cryptonomicon                                         | Avon Publications                    | [ 1 ]         |
| 2000 | Greg Bear               | Darwin's Radio                                        | HarperCollins                        | [ 1 ]         |
| 2000 | J. K. Rowling           | Harry Potter și Prizonierul din Azkaban               | Bloomsbury Publishing                | [ 1 ]         |
| 2001 | J. K. Rowling*          | Harry Potter și Pocalul de Foc                        | Bloomsbury Publishing                | [ 2 ]         |
| 2001 | George R. R. Martin     | Iureșul săbiilor                                      | HarperCollins Voyager                | [ 2 ]         |
| 2001 | Robert J. Sawyer        | Programatorul divin                                   | Tor Books                            | [ 2 ]         |
| 2001 | Ken MacLeod             | The Sky Road                                          | Tor Books                            | [ 2 ]         |
| 2001 | Nalo Hopkinson          | Midnight Robber                                       | Warner Aspect                        | [ 2 ]         |
| 2002 | Neil Gaiman*            | Zei americani                                         | William Morrow and Company           | [ 3 ]         |
| 2002 | Lois McMaster Bujold    | Blestemul Chalionului                                 | Eos                                  | [ 3 ]         |
| 2002 | Connie Willis           | Passage                                               | Bantam Books                         | [ 3 ]         |
| 2002 | China Miéville          | Stația pierzaniei                                     | Macmillan Publishers                 | [ 3 ]         |
| 2002 | Robert Charles Wilson   | The Chronoliths                                       | Tor Books                            | [ 3 ]         |
| 2002 | Ken MacLeod             | Cosmonaut Keep                                        | Orbit Books                          | [ 3 ]         |
| 2003 | Robert J. Sawyer*       | Hominids                                              | Analog Science Fiction and Fact      | [ 4 ]         |
| 2003 | David Brin              | Kiln People (cunoscută și sub denumirea Kil'n People) | Tor Books                            | [ 4 ]         |
| 2003 | Michael Swanwick        | Bones of the Earth                                    | Eos                                  | [ 4 ]         |
| 2003 | China Miéville          | Cicatricea                                            | Del Rey Books                        | [ 4 ]         |
| 2003 | Kim Stanley Robinson    | The Years of Rice and Salt                            | Bantam Books                         | [ 4 ]         |
| 2004 | Lois McMaster Bujold*   | Paladinul sufletelor                                  | Eos                                  | [ 5 ]         |
| 2004 | Dan Simmons             | Ilion                                                 | Eos                                  | [ 5 ]         |
| 2004 | Charles Stross          | Singularity Sky                                       | Ace Books                            | [ 5 ]         |
| 2004 | Robert Charles Wilson   | Blind Lake                                            | Tor Books                            | [ 5 ]         |
| 2004 | Robert J. Sawyer        | Humans                                                | Tor Books                            | [ 5 ]         |
| 2005 | Susanna Clarke*         | Jonathan Strange & Mr Norrell                         | Bloomsbury Publishing                | [ 6 ]         |
| 2005 | Ian McDonald            | River of Gods                                         | Simon & Schuster                     | [ 6 ]         |
| 2005 | Iain M. Banks           | The Algebraist                                        | Orbit Books                          | [ 6 ]         |
| 2005 | Charles Stross          | Iron Sunrise                                          | Ace Books                            | [ 6 ]         |
| 2005 | China Miéville          | Consiliul de Fier                                     | Del Rey Books                        | [ 6 ]         |
| 2006 | Robert Charles Wilson*  | Turbion                                               | Tor Books                            | [ 7 ]         |
| 2006 | Ken MacLeod             | Learning the World                                    | Orbit Books                          | [ 7 ]         |
| 2006 | George R. R. Martin     | Festinul ciorilor                                     | Voyager Books                        | [ 7 ]         |
| 2006 | John Scalzi             | Războiul bătrânilor                                   | Tor Books                            | [ 7 ]         |
| 2006 | Charles Stross          | Accelerando                                           | Ace Books                            | [ 7 ]         |
| 2007 | Vernor Vinge*           | Rainbows End                                          | Tor Books                            | [ 8 ]         |
| 2007 | Charles Stross          | Glasshouse                                            | Ace Books                            | [ 8 ]         |
| 2007 | Naomi Novik             | His Majesty's Dragon                                  | Voyager Books                        | [ 8 ]         |
| 2007 | Michael F. Flynn        | Eifelheim                                             | Tor Books                            | [ 8 ]         |
| 2007 | Peter Watts             | Blindsight                                            | Tor Books                            | [ 8 ]         |
| 2008 | Michael Chabon*         | The Yiddish Policemen's Union                         | HarperCollins                        | [ 9 ]         |
| 2008 | John Scalzi             | Ultima colonie                                        | Tor Books                            | [ 9 ]         |
| 2008 | Charles Stross          | Halting State                                         | Ace Books                            | [ 9 ]         |
| 2008 | Robert J. Sawyer        | Rollback                                              | Tor Books                            | [ 9 ]         |
| 2008 | Ian McDonald            | Brasyl                                                | Pyr                                  | [ 9 ]         |
| 2009 | Neil Gaiman*            | Cartea cimitirului                                    | HarperCollins                        | [ 10 ]        |
| 2009 | Cory Doctorow           | Little Brother                                        | Tor Books                            | [ 10 ]        |
| 2009 | Neal Stephenson         | Anathem                                               | Morrow                               | [ 10 ]        |
| 2009 | Charles Stross          | Saturn's Children                                     | Ace Books                            | [ 10 ]        |
| 2009 | John Scalzi             | Zoe's Tale                                            | Tor Books                            | [ 10 ]        |
| 2010 | Paolo Bacigalupi* (tie) | The Windup Girl                                       | Night Shade Books                    | [ 11 ] [ 12 ] |
| 2010 | China Miéville* (tie)   | The City & the City                                   | Del Rey Books                        | [ 11 ] [ 12 ] |
| 2010 | Cherie Priest           | Boneshaker                                            | Tor Books                            | [ 11 ]        |
| 2010 | Robert J. Sawyer        | Wake                                                  | Ace Books                            | [ 11 ]        |
| 2010 | Catherynne M. Valente   | Palimpsest                                            | Bantam Spectra                       | [ 11 ]        |
| 2010 | Robert Charles Wilson   | Julian Comstock: A Story of 22nd-Century America      | Tor Books                            | [ 11 ]        |
| 2011 | Connie Willis*          | Blackout/All Clear                                    | Spectra Books                        | [ 13 ]        |
| 2011 | Lois McMaster Bujold    | Cryoburn                                              | Baen Books                           | [ 13 ]        |
| 2011 | Ian McDonald            | The Dervish House                                     | Gollancz/Pyr                         | [ 13 ]        |
| 2011 | Mira Grant              | Feed                                                  | Orbit Books                          | [ 13 ]        |
| 2011 | N. K. Jemisin           | The Hundred Thousand Kingdoms                         | Orbit Books                          | [ 13 ]        |
| 2012 | Jo Walton*              | Among Others                                          | Tor Books                            | [ 14 ]        |
| 2012 | George R. R. Martin     | A Dance with Dragons                                  | Bantam Spectra                       | [ 14 ]        |
| 2012 | Mira Grant              | Deadline                                              | Orbit Books                          | [ 14 ]        |
| 2012 | China Miéville          | Embassytown                                           | Macmillan Publishers / Del Rey Books | [ 14 ]        |
| 2012 | James S. A. Corey       | Leviathan Wakes                                       | Orbit Books                          | [ 14 ]        |
| 2013 | John Scalzi*            | Redshirts                                             | Tor Books                            | [ 15 ]        |
| 2013 | Kim Stanley Robinson    | 2312                                                  | Orbit Books                          | [ 15 ]        |
| 2013 | Mira Grant              | Blackout                                              | Orbit Books                          | [ 15 ]        |
| 2013 | Lois McMaster Bujold    | Captain Vorpatril's Alliance                          | Baen Books                           | [ 15 ]        |
| 2013 | Saladin Ahmed           | Throne of the Crescent Moon                           | DAW Books                            | [ 15 ]        |
| 2014 | Ann Leckie*             | Ancillary Justice                                     | Orbit Books                          | [ 16 ]        |
| 2014 | Charles Stross          | Neptune's Brood                                       | Ace Books                            | [ 16 ]        |
| 2014 | Mira Grant              | Parasite                                              | Orbit Books                          | [ 16 ]        |
| 2014 | Larry Correia           | Warbound                                              | Baen Books                           | [ 16 ]        |
| 2014 | Robert Jordan           | The Wheel of Time                                     | Tor Books                            | [ 16 ]        |
| 2014 | Brandon Sanderson       | The Wheel of Time                                     | Tor Books                            | [ 16 ]        |
| 2015 | Cixin Liu*              | The Three-Body Problem                                | Tor Books                            | [ 17 ]        |
| 2015 | Katherine Addison       | The Goblin Emperor                                    | Tor Books                            | [ 17 ]        |
| 2015 | Kevin J. Anderson       | The Dark Between the Stars                            | Tor Books                            | [ 17 ]        |
| 2015 | Jim Butcher             | Skin Game                                             | Roc Books                            | [ 17 ]        |
| 2015 | Ann Leckie              | Ancillary Sword                                       | Orbit Books                          | [ 17 ]        |
| 2016 | N. K. Jemisin*          | The Fifth Season                                      | Orbit Books                          | [ 18 ]        |
| 2016 | Naomi Novik             | Uprooted                                              | Del Rey                              | [ 18 ]        |
| 2016 | Ann Leckie              | Ancillary Mercy                                       | Orbit Books                          | [ 18 ]        |
| 2016 | Neal Stephenson         | Seveneves                                             | William Morrow and Company           | [ 18 ]        |
| 2016 | Jim Butcher             | The Cinder Spires: The Aeronaut's Windlass            | Roc Books                            | [ 18 ]        |
| 2017 | N. K. Jemisin*          | The Obelisk Gate                                      | Orbit Books                          | [ 19 ]        |
| 2017 | Charlie Jane Anders     | All the Birds in the Sky                              | Tor Books                            | [ 19 ]        |
| 2017 | Becky Chambers          | A Closed and Common Orbit                             | Hodder & Stoughton                   | [ 19 ]        |
| 2017 | Cixin Liu               | Death's End                                           | Tor Books                            | [ 19 ]        |
| 2017 | Yoon Ha Lee             | Ninefox Gambit                                        | Solaris Books                        | [ 19 ]        |
| 2017 | Ada Palmer              | Too Like the Lightning                                | Tor Books                            | [ 19 ]        |